# Japonia na Letnich Igrzyskach Olimpijskich 1964
Reprezentacja Japonii na Letnich Igrzyskach Olimpijskich 1964 odbywające się w Tokio liczyła 328 sportowców (270 mężczyzn i 58 kobiet) w 21 dyscyplinach. Chorążym reprezentacji był 24-letni pływak Makoto Fukui.